# Одноокість
Одноокість — фізичний недолік людей і тварин, що виражається в наявності та працездатності тільки одного ока при звичайних для цього виду двох або декількох.

## Медичний аспект
Одноокість буває як уродженою, так і набутою травматичним, функціональним або органічним шляхом. Для захисту ушкодженого ока використовується очна пов'язка (див. Десмургія). З часів Персії та Єгипту відомі очні протези, що мають насамперед естетичне призначення. Зазвичай, вони виготовлялися зі скла, деяких мінералів, бітумної пасти. Амбруаз Паре у XVI столітті значно удосконалив технологію створення протезів. Тепер вони виготовляються зі штучних матеріалів, таких як поліетилен, органічне скло та кріолітове скло. В особливих випадках в них вставляють різні пристрої, наприклад, відеокамери.

## Метафора
Подібно до інших фізичних недоліків, одноокість сприймалася як неправильність (у ряді мов одноокий називається «кривим», «вигнутим») і, навіть, як причетність до потойбічного світу. У європейській міфології одноокими були циклопи, арімаспи, Одін, деякі фомори, у східній — Ітіме-кодзо, у фінно-угорській — Таргілтиш, у слов'янській — Лихо Однооке, Вирлоок. Згідно з билиною, Ілля Муромець прострелив око Солов'ю розбійнику.

## Одноокі знаменитості
Військові діячі: Антигон Одноокий, Ганнібал Барка, Олів'є де Кліссон, Байсангур Бенойський, Сабуро Сакаї, Моше Даян, Клаус Шенк фон Штауффенберг, Ногай
Політики: Фрідріх Одноокий, Богдан III Сліпий, Леон Гамбетта, Киро Глигоров, Жан-Марі Ле Пен, Хун Сен, Гордон Браун, Мухаммед Омар.
Письменники та філософи: Ар'ядева, Камойнш, Аркадій Аверченко, Микола Гнєдич, Жан-Поль Сартр, Віктор Астаф'єв, Еліс Вокер.
Артисти: Пітер Фальк, Джон Форд, Андрій Зібров.
Кінооператор: Євген Федяєв
Спортсмени: Гордон Бенкс, Гельмут Марко.
Отримали травму ока, але не втратили його: Михайло Кутузов, Гораціо Нельсон, Григорій Потьомкін (всупереч поширеним помилкам), Олександр Бєляєв.

Одноокість знаменитостей часто стає приводом для жартів. Так, Пушкін писав про Гнєдича:
Крив был Гнедич поэт, преложитель слепого Гомера,

Боком одним с образцом схож и его перевод.
Петро Вяземський розповідає, як Петро Плетньов якось ненавмисно зачепив того ж Гнєдича, промовивши у нього в гостях «Без солі стіл кривий».
У 2009 році Джеремі Кларксон назвав «однооким шотландським ідіотом» Г. А.  Брауна, проте незабаром вибачився за недоречну згадку про тілесний недолік.

## У масовій культурі

### В кіно
- Головна героїня шведського бойовика "Трилер - жорстокий фільм" (англ.)[en] - Одноока повія.
- Головний антагоніст французького трилера "Страх над містом", Мінос носить лівий протез ока, де у фільмі його втрачає.
- У фільмі "Убити Білла. Фільм 2" Еллі Драйвер, член загону "Смертоносні гадюки", втрачає око під час тренування у Пей Мея.
- У фільмі "Скафандр і метелик" зсередини показано зашивання хворого ока паралізованому.
- У серії фільмів «Пірати Карибського моря» один із другорядних персонажів носить очний протез, який нерідко випадає. Згодом протез виявляється важливим талісманом.
- У фільмі «Операція "Валькірія"» головна роль належить графу, полковнику Вермахту та історичній особистості, національному герою Німеччини Клаусу фон Штауффенбергу, який внаслідок отриманого найтяжчого поранення під час Другої світової війни втратив ліве око, праву руку та два пальці на лівої руки.
- Персонаж телефільму «Сімнадцять миттєвостей весни» оберштурмбанфюрер СС Айсман одноокий і носить пов'язку. Режисер Т. Ліознова вигадала цю деталь вже під час зйомок, і цим допомогла виконавцю ролі Л. Куравльову знайти виразне трактування образу.
- Протагоніст фільмів "Втеча з Нью-Йорка" і "Втеча з Лос-Анджелеса" Змій Пліскін (Курт Расселл) - одноокий ув'язнений, колишній лейтенант армії США.
- Один із лиходіїв телесеріалу «Ходячі мерці», Пилип «Губернатор» Блейк, втрачає око від удару шматком скла.
- У фільмі «Останній кіногерой» кілер Бенедикт носить протези лівого ока, які є мініатюрними бомбами.
- У фільмі «Kingsman: Золоте кільце» агент Галахад (Колін Ферт) чудом пережив постріл у голову, але втратив око.

### У літературі
- У «казці» Івана Дмитрієва «Модна дружина» невірна дружина розповідає одноокому чоловікові сон, у якому він нібито одужав. Вона закриває йому здорове око, ніби бажаючи перевірити сон; тим часом коханець покидає її.
- У романі Агати Крісті «Міс Марпл у Вест-Індії» серйозним доказом виявляється одноокість одного з потерпілих.
- Грізне Око Грюм (персонаж Джоан Роулінг).
- Ігор Іртеньєв, «Кинув я в унітаз...».
- Берсерк (манґа) під час деякого "Затемнення" Гатс втрачає праве око і ліву руку.

### У музиці
- Пісня «One-eyed cat» гурту Shark Soup.
- Пісня «One-eyed cloud» гурту The Weird Weeds.
- У відеокліпі гурту Rammstein «Ich will» персонаж Крістофа Шнайдера одноокий.
- Співак Мерілін Менсон колекціонує серед інших протезів і скляні очі. Також він імітує незрячість одного зі своїх очей[7].

### В іграх
- GLaDOS одноокий суперкомп'ютер.
- Біг Босс втратив око під час тортур, перебуваючи в полоні.
- Тавіш ДеГрут, підривник з Team Fortress 2, втратив око, прочитавши магічну книгу Бомбономікон.

## Метафора
- Англомовні картярі називають одноокими валетів чирва і пік, що традиційно зображуються у профіль (звідси назва фільму «Одноокі валети»).
- В американському просторіччі пеніс евфемістично називається «одноокою змією»[8].
- Джордж Сорос згадував, що у свій час оперував на ринку цінних паперів, «як одноокий король серед сліпих»[9] («У царстві сліпих одноокий — король» — перське прислів'я).

## Різне
- Нострадамус якось передбачив, що Францією керуватиме одноокий король. Незабаром після цього Генріх II втратив око на поєдинку і за кілька тижнів помер.